# Fărcășești
Fărcășești est une commune roumaine située dans le județ de Gorj.